# Sheriff (jeu vidéo)
Pour les articles homonymes, voir Sheriff (homonymie).
Sheriff est un jeu vidéo sorti en 1979 sur borne d'arcade.

## Système de jeu
Le joueur contrôle un shérif qui s'est fait encercler par des bandits. Le joueur peut déplacer le personnage n'importe où au milieu de l'écran et tirer sur les bandits. Au fil du jeu, les ennemis se déplacent de plus en plus vite.

## Divers
Sheriff est l'un des premiers jeux sur lesquels ait travaillé Shigeru Miyamoto, futur créateur de Donkey Kong, Mario, Zelda.
Le personnage principal partage quelques caractéristiques avec Mario. Il a le visage disproportionné par rapport au corps, il porte un couvre-chef et une moustache qui évitent de dessiner les cheveux et la bouche, des détails non permis par la technologie de l'époque.
Il apparaît dans Super Smash Bros. for Nintendo 3DS / for Wii U et Super Smash Bros. Ultimate en trophée aide. C'est l'un des personnages les plus vieux de Nintendo avec la Color TV-Game 15 dans les années 1970.

## Rééditions
- Bandido, 1979 : licence Exidy.
- Une version du jeu légèrement amélioré est incluse en tant que contenu bonus dans le jeu WarioWare, Inc.: Minigame Mania sorti sur Game Boy Advance.

## Série
- Sheriff 2

## Annexe